# Wustrow (Fischland)
Wustrow település Németországban, Mecklenburg-Elő-Pomeránia tartományban. Lakosainak száma 1090 fő (2023. december 31.).

## Galéria

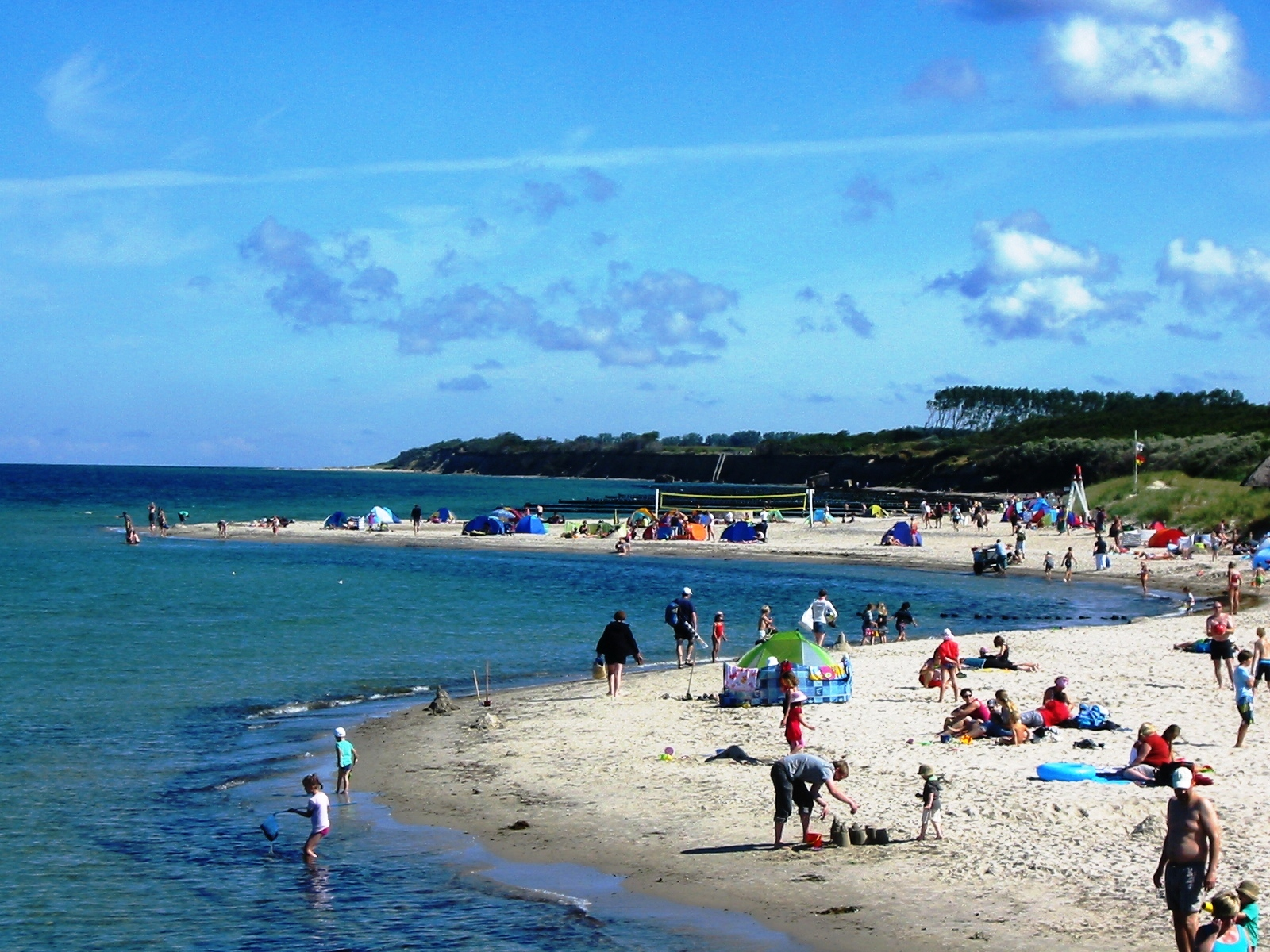
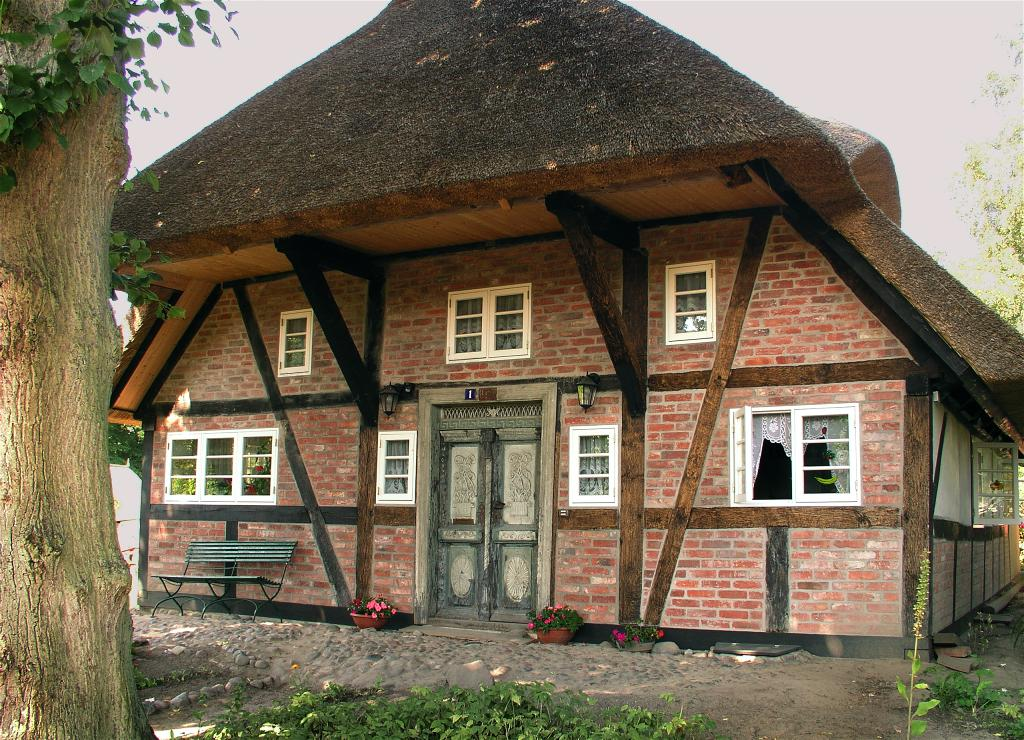
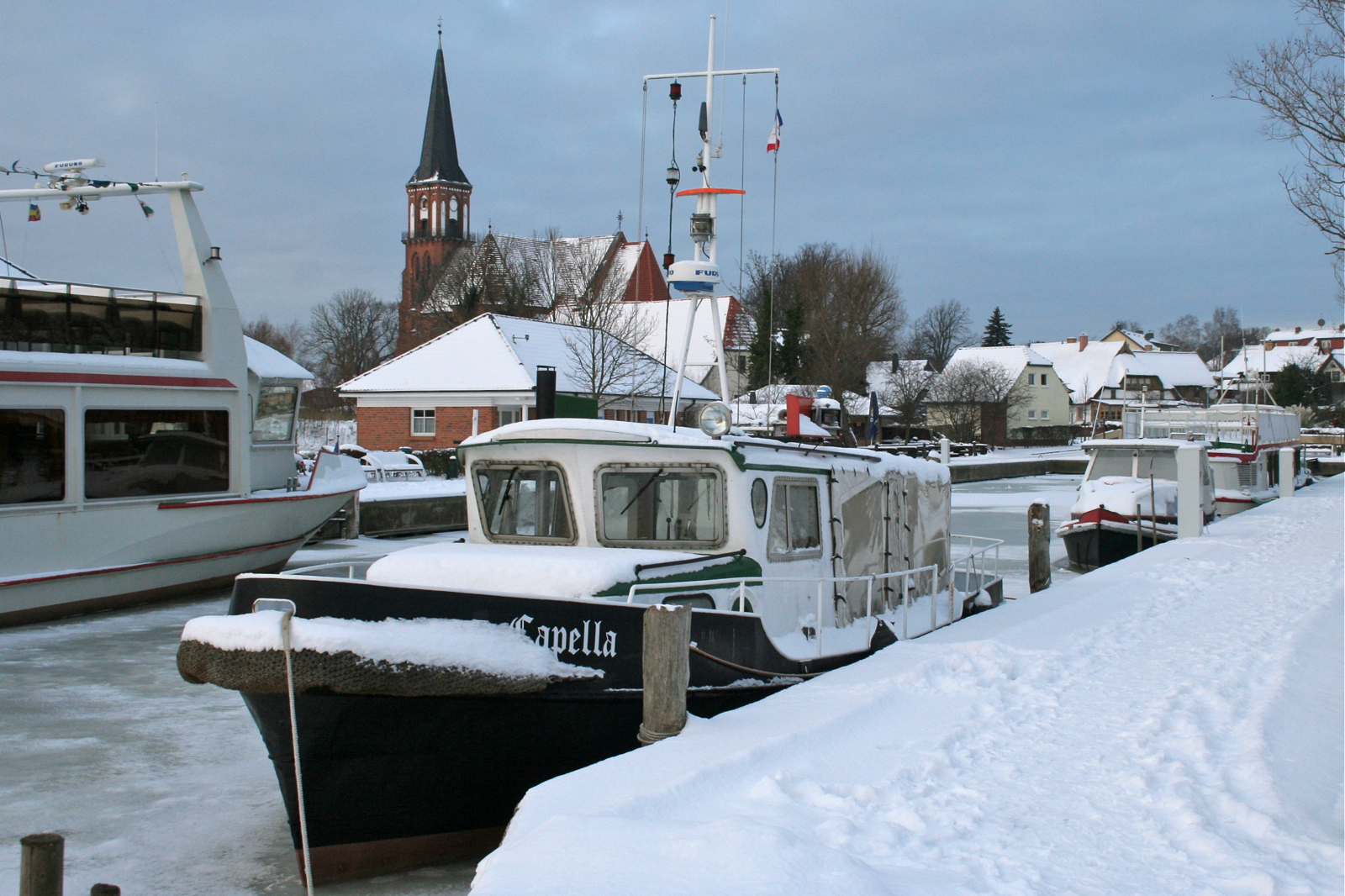
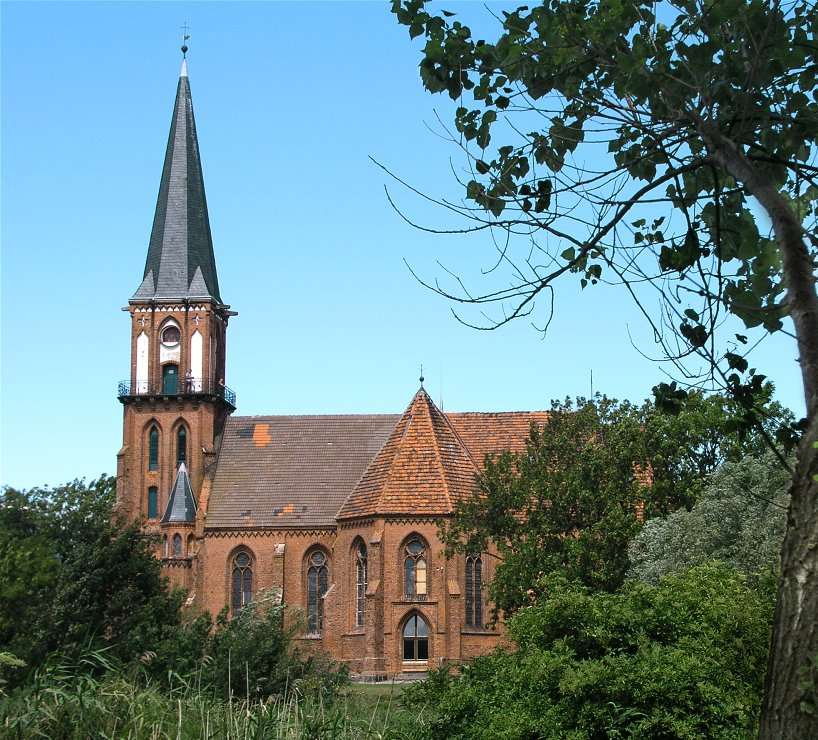

## Népesség
A település népességének változása:
| Lakosok száma | 1157 | 1140 | 1122 | 1049 | 1054 | 1071 | 1090 |
|               | 2015 | 2017 | 2019 | 2020 | 2021 | 2022 | 2023 |